# Friedenfelde
Friedenfelde è una frazione del comune tedesco di Gerswalde, nel Land del Brandeburgo.

## Storia
Il 31 dicembre 2001 il comune di Friedenfelde venne aggregato al comune di Gerswalde.